# Не тронь добычу
«Не тронь добычу» (фр. Touchez pas au grisbi; итал. Grisbì) — французско-итальянский гангстерский фильм режиссёра Жака Беккера 1954 года с Жаном Габеном в главной роли. Экранизация романа Альбера Симонена.

## Сюжет
Главные герои — немолодые уже приятели Макс (Жан Габен) и Ритон (Рене Дари) — совершили крупное ограбление в аэропорту Орли, украв 8 золотых слитков на 50 миллионов франков. Чтобы на огромную сумму денег не посягали другие преступники, друзья держали всё в секрете, пока Ритон не рассказал о своём участии в ограблении своей подружке Жози (Жанна Моро), а та, в свою очередь, не проболталась об этом своему ухажёру Анжело (Лино Вентура). Последний, желая заполучить деньги, похищает Ритона и требует от Макса отдать ему награбленное золото в обмен на друга.

## В ролях
- Жан Габен — Макс
- Лино Вентура — Анжело
- Жанна Моро — Жози
- Дора Долл — Лола
- Рене Дари — Анри Дюкро ди Ритон
- Поль Франкёр — Пьеро
- Даниэль Коши — Фифи
- Мишель Журдан — Марко
- Габи Бассе — Маринетта
- Дениз Клер — мадам Буш
- Мэрилин Бьюфёрд — Бетти

## Значение
Блеск имени Жана Габена после Второй мировой войны изрядно поблёк, но с фильма «Не тронь добычу» началось его возвращение на актёрский Олимп. Картина Беккера стала первой успешной работой актёра со времён «День начинается» режиссёра Марселя Карне. За эту работу он получил Кубок Вольпи за лучшую мужскую роль на Венецианском фестивале 1954 года. Ритуальная сторона гангстерской жизни, воровской кодекс чести, стоическое принятие неизбежной неудачи — все эти темы получат дальнейшее развитие в фильмах Жана-Пьера Мельвиля.

Интрига обрастает множеством вроде бы ненужных бытовых подробностей, которые не только создают атмосферу легендарного, но уже отходящего в прошлое Монмартра, но и оказываются порой увлекательнее, чем похищения и погони. Action превратился в фильм о наступающей старости, о человеке, который теряет не только друга и деньги, но и молодость.— Мих. Трофименков